# 白鳥庄之助
白鳥 庄之助（しらとり　しょうのすけ、1934年（昭和9年）7月23日 - ）は、日本の会計学者、経済学者。成城大学名誉教授。カリフォルニア大学バークレー校客員研究員、大蔵省企業会計審議会委員等を歴任。日本会計研究学会賞受賞。

## 経歴
1934年、千葉県印旛郡八街町生まれ。千葉県立佐倉第一高等学校を経て、1958年一橋大学社会学部を卒業し、公認会計士事務所に入所。また同大学大学院課程に進み、1965年に一橋大学大学院商学研究科博士課程を単位取得退学。在学中は片野一郎ゼミで学んだ。
その後、千葉商科大学専任講師を経て、1967年成城大学経済学部専任講師となった。後に、同大学助教授教授に昇進。同大学大学院経済学研究科長、同大学経済研究所第3代所長を務めた。2001年に退任し、その後も城西国際大学で教鞭を執った。

## 受賞・栄典
- 1978年：日本会計研究学会賞を受賞(論文「英国カレントコスト会計制度化の検討」により)[3]。

## 訳書
- 白鳥庄之助、ムーニッツ『連結財務諸表論』同文館出版、1964年、174頁。ASIN B000JAGAY6。

## 論文
- Maurice Moonitz、片野一郎、白鳥庄之助 『ムーニッツ連結財務諸表論』（NCID BA82740283）